# (42748) Andrisani
(42748) Andrisani est un astéroïde de la ceinture principale.

## Description
(42748) Andrisani est un astéroïde de la ceinture principale. Il fut découvert le 21 septembre 1998 à Pianoro par Vittorio Goretti. Il présente une orbite caractérisée par un demi-grand axe de 2,86 UA, une excentricité de 0,25 et une inclinaison de 2,2° par rapport à l'écliptique.

## Compléments